# Milan Majstorović (cestista)
Milan Majstorović (in serbo Милан Мајсторовић?; Novi Sad, 28 gennaio 1983) è un ex cestista serbo.

## Carriera
Con la Serbia e Montenegro universitaria ha disputato le Universiadi di Taegu 2003.

## Palmarès
- Campionato tedesco: 1

EWE Baskets Oldenburg: 2008-09
- Coppa di Serbia e Montenegro: 1

FMP Železnik: 2005
- Supercoppa tedesca: 1

EWE Baskets Oldenburg: 2009
- Supercoppa polacca: 1

Trefl Sopot: 2013
- Lega Adriatica: 1

FMP Železnik: 2003-04